# Jeanne Schwyzer-Vogel
Jeanne Schwyzer-Vogel (* 25. Dezember 1870 in Brüssel; † 30. November 1944 in Kastanienbaum, Gemeinde Horw; heimatberechtigt in Dachsen) war eine Schweizer Frauenrechtlerin.

## Leben
Jeanne Schwyzer-Vogel war eine Tochter von Johannes Vogel und Wilhelmine Plagge. Im Jahr 1893 heiratete sie Fritz Schwyzer, Arzt, Sohn von Georg Friedrich Schwyzer, Direktor der Schweizerischen Nordostbahn.
Früh verwaist, wuchs Schwyzer in Zürich auf. Sie wurde in verschiedenen Instituten erzogen. Im Jahr 1893 folgte sie ihrem Ehemann nach New York. Dort pflegte sie Kontakte zur amerikanischen Frauenbewegung. Das Paar kehrte 1911 zurück.
Im Jahr 1920 initiierte Schwyzer die Gründung des luzernischen Vereins für Frauenbestrebungen. Als dessen Präsidentin trat sie für eine partei- und konfessionsübergreifende Zusammenarbeit der Frauen ein. Sie gründete in Luzern eine Rechtsauskunftsstelle, führte staatsbürgerliche Kurse für Frauen ein und förderte den Aufbau von alkoholfreien Restaurants. Sie arbeitete bei der Schweizerischen Ausstellung für Frauenarbeit (SAFFA) 1928 und bei der Frauenstimmrechtspetition von 1929 mit. Schwyzer war in der kantonalen Kommission für Strafrecht und Gefängniswesen. Sie gehörte dem Aufsichtsrat des Kantonsspitals Luzern an. Von 1934 bis 1940 sass sie als erste Frau im Verwaltungsrat der Schweizerischen Volksbank.